# Hypogastrura trybomi
Hypogastrura trybomi är en urinsektsart som först beskrevs av Schött 1893.  Hypogastrura trybomi ingår i släktet Hypogastrura och familjen Hypogastruridae. Inga underarter finns listade i Catalogue of Life.